# Бендиксон, Нанна
Нанна Бендиксон, урождённая Сольман (швед. Nanna Bendixson; 30 июня 1860, Сёдертелье — 27 ноября 1923, Стокгольм) — шведская художница и литературный критик.

## Биография и творчество
Нанна Сольман родилась 30 июня 1860 года в Сёдертелье. Её отцом был известный политик и публицист Август Сольман, главный редактор газеты Aftonbladet с 1857 по 1874 год. В доме Сольманов бывали многие известные личности того времени, в том числе художник Август Мальстрём и писательница Эллен Кей. Когда Нанне было четырнадцать лет, её отец погиб, и семья переехала из Стокгольма в Уппсалу.
С 1881 по 1883 год Нанна училась в Академии искусств. Затем она предприняла учебную поездку в Италию. В 1883 году она вышла замуж за учителя Артура Бендиксона.
Бо́льшая часть картин Нанны Бендиксон была создана ею до замужества. Она писала в основном небольшие пейзажи маслом, пастелью и акварелью. Кроме того, она работала в жанре портрета и часто изображала на своих картинах детей. В 1886 году вышла её детская книга с картинками «Skogstomten». Как текст, состоящий из коротких стихотворений, так и иллюстрации в ней были созданы одним автором, что редко практиковалось в то время.
Начиная с 1893 года и вплоть до своей смерти в 1923 году Нанна Бендиксон писала рецензии на детские книги для Aftonbladet. Как правило, это были подробные, ярко написанные и компетентные критические тексты.
Нанна Бендиксон умерла 27 ноября 1923 года в Стокгольме.